# Aspidiophorus
Aspidiophorus är ett släkte av bukhårsdjur. Aspidiophorus ingår i familjen Chaetonotidae.
Släktet Aspidiophorus indelas i:
- Aspidiophorus aster
- Aspidiophorus bibulbosus
- Aspidiophorus bisquamosus
- Aspidiophorus brahmsi
- Aspidiophorus heterodermus
- Aspidiophorus lamellophorus
- Aspidiophorus lilloensis
- Aspidiophorus longichaetus
- Aspidiophorus marinus
- Aspidiophorus mediterraneus
- Aspidiophorus microlepidotus
- Aspidiophorus microsquammatus
- Aspidiophorus multitubulatus
- Aspidiophorus nipponensis
- Aspidiophorus oculifer
- Aspidiophorus ontarionensis
- Aspidiophorus ophiodermus
- Aspidiophorus ornatus
- Aspidiophorus paradoxus
- Aspidiophorus paramediterraneus
- Aspidiophorus pleustonicus
- Aspidiophorus polonicus
- Aspidiophorus polystictos
- Aspidiophorus pori
- Aspidiophorus schlitzensis
- Aspidiophorus semirotundus
- Aspidiophorus silvaticus
- Aspidiophorus slovinensis
- Aspidiophorus squamulosus
- Aspidiophorus tatraensis
- Aspidiophorus tentaculatus
- Aspidiophorus tetrachaetus